# Momisis vietnamica
Momisis vietnamica es una especie de escarabajo longicornio del género Momisis, tribu Astathini, subfamilia Lamiinae. Fue descrita científicamente por Vives en 2016.
La especie se mantiene activa durante el mes de mayo.

## Descripción
Mide 14 milímetros de longitud.

## Distribución
Se distribuye por Vietnam.